# 我們的電影
《我們的電影》（：／）是韓國SBS自2025年6月13日至7月19日間播出的金土電視剧，由《無人知曉》的李正欽導演與編劇韓佳恩、姜京民共同打造。海外由Disney+於同日獨家上線。

## 演員陣容

### 主要人物
- 南宮珉[9] 飾演 李濟河，沒有下一次的電影導演，執導電影《白色之戀》。
- 全余贇[9] 飾演 李多音[註 1]，身患罕見絕症，抱持著今天是最後一天的演員志願生，電影《白色之戀》的女主角。
- 李雪[9] 饰演 蔡瑞英，横扫电影与广告界、獨一無二的顶级女演员，李济河曾经的绯闻女友，電影《白色之戀》的女配角。[10]
- 徐現宇[9] 饰演 夫承元，電影《白色之戀》的制片人，擅于在平凡的题材中发掘与众不同的魅力。[11]

### 其他人物
- 權海驍 飾演 李政驍，多音的父親，韓國大學醫院遺傳中心教授。
- 吳敏愛 飾演 黃美善，多音的朋友郭教迎的母親，咖啡師。
- 徐正妍 飾演 高惠英，Beyond娛樂代表。
- 許正道 飾演 池哲敏，電影《白色之戀》的攝影導演。
- 全錫燦 飾演 盧喜太，擅長噪音行銷、病毒式宣傳的演藝部記者。
- 張宰昊 飾演 金泯錫，多音的主治醫生，韓國大學醫院的教授。
- 李柱昇 飾演 林俊兵，「林家食堂」主廚，多音的經紀人。
- 朱玟炅 飾演 趙真美，電影《白色之戀》的妝髮組長。
- 韓鐘勳 飾演 韓成浩，永進集團旗下永進創業投資公司常務。
- 吳京華 飾演 郭教迎，多音的靈魂伴侶，內容PD。
- 徐異瑞[9] 饰演 金正宇，大勢演員，瑞英的男友，電影《白色之戀》的男主角。[12]
- 朴孝恩 飾演 朴珉嬉，瑞英的經紀人。
- 金誾妃 飾演 劉洪，電影《白色之戀》的助理導演。
- 朴恩扜 飾演 南材仁，多音的大學同期，在電影《白色之戀》中扮演護理師。
- 鄭煇 飾演 鄭恩浩，多音的大學前輩。

### 特別出演
- 鄭永淑 飾演 奶奶。
- 芮秀貞 飾演 金珍汝，電影《白色之戀》原作的女主角。
- 文盛瑾 飾演 金鉉哲，電影《白色之戀》原作的男主角。
- 柳淳雄 飾演 李明勳，鐘路劇場老闆。
- 金正英 飾演 朴昇禧。
- 金宰澈 飾演 李斗英，濟河的父親，知名導演，《白色之戀》原作的導演。
- 李尚熙 飾演 柳恩愛，濟河的母親，《白色之戀》的原作。
- 孔敏貞 飾演 金敏貞，多音的朋友。
- 朱賢英 飾演 廣播主持人。
- 李絮
- 朴柱炫
- 文素利 飾演 多音的母親。
- 金慧峻 飾演 女演員。
- 姜勳 飾演 李濟河自編自導電影《귀환》的男演員。

## 分集列表
| 集數 | 首播日期      | 片長   | 南韓收視人數 （百萬） |
| ---- | ------------- | ------ | --------------------- |
| 1    | 2025年6月13日 | 72分鐘 | 0.739                 |
| 2    | 2025年6月14日 | 68分鐘 | 0.541                 |
| 3    | 2025年6月20日 | 66分鐘 | 0.687                 |
| 4    | 2025年6月21日 | 67分鐘 | 0.615                 |
| 5    | 2025年6月27日 | 68分鐘 | 0.646                 |
| 6    | 2025年6月28日 | 68分鐘 | 0.571                 |
| 7    | 2025年7月4日  | 63分鐘 | 0.618                 |
| 8    | 2025年7月5日  | 68分鐘 | 0.609                 |
| 9    | 2025年7月11日 | 65分鐘 | 0.634                 |
| 10   | 2025年7月12日 | 65分鐘 | 0.651                 |
| 11   | 2025年7月18日 | 65分鐘 | 0.591                 |
| 12   | 2025年7月19日 | 71分鐘 | 0.756                 |

## 迴響
《我們的電影》於2025年6月13日在韓國地上波SBS開播，首集取得4.2%的收視率，每分鐘收視最高達5.6%，低於前一檔《鬼宮》的開播收視（9.2%）與最終回收視（11.0%），也低於同屬地上波的MBC於同時段播映的金土劇《勞務師盧武鎮》。第2集創下自身最低收視3.0%，每分鐘收視最高達4.7%。最終回第12集取得4.1%的收視率，瞬間收視最高達6.7%。
本劇收視與MBC於同時段播映的特選系列《賭命為王》產生拉鋸，其中共有4集收視低於該劇，第11集與該劇收視持平，最終第12集才超越該劇。與其他同期播映的週末劇相比，本劇收視除了低於《勞務師盧武鎮》外，也低於同屬地上波的KBS 2TV週末劇《拜託老鷹5兄弟！》，和綜合編成頻道的JTBC土日劇《健將聯盟》，以及有線電視的tvN土日劇《未知的首爾》、《瑞草洞》；但高於綜合編成的MBN外購劇集《清潭國際高等學校2》、JTBC金曜系列《善良的他》。
本劇斬斷了SBS金土劇收視連霸的優勢，且話題性不高，海外反響也平平。儘管畫面的構成、色彩、比例變化講究，且感情線細膩，彷彿觀賞一部獨立電影或黑白電影，但因劇情步調緩慢、感情線平淡，而未能吸引觀眾。演員的演出也褒貶不一，有人認為南宮珉的表演和《金牌救援》無異，全余贇則被批評演技不自然，且兩人的化學反應不足等，加上在夏季播映冬季背景劇情，而產生季節感不符等問題。

### 收視率
| 季數 | 季數 | 每季集數 | 每季集數 | 每季集數 | 每季集數 | 每季集數 | 每季集數 | 每季集數 | 每季集數 | 每季集數 | 每季集數 | 每季集數 | 每季集數 |
| 季數 | 季數 | 1        | 2        | 3        | 4        | 5        | 6        | 7        | 8        | 9        | 10       | 11       | 12       |
| ---- | ---- | -------- | -------- | -------- | -------- | -------- | -------- | -------- | -------- | -------- | -------- | -------- | -------- |
|      | 1    | 739      | 541      | 687      | 615      | 646      | 571      | 618      | 609      | 634      | 651      | 591      | 756      |

| 集數 | 標題                           | 播出日期      | 尼爾森全國收視率 | 尼爾森全國收視率 | 尼爾森首都圈收視率 | 尼爾森首都圈收視率 |
| 集數 | 標題                           | 播出日期      | 家庭戶比例       | 人數（百萬）     | 家庭戶比例         | 人數（百萬）       |
| ---- | ------------------------------ | ------------- | ---------------- | ---------------- | ------------------ | ------------------ |
| 1    | 第1集                          | 2025年6月13日 | 4.2%             | 0.739            | 4.5%               | 0.488              |
| 2    | 第2集                          | 2025年6月14日 | 3.0%             | 0.541            | 3.3%               | 0.367              |
| 3    | 第3集                          | 2025年6月20日 | 4.0%             | 0.687            | 3.9%               | 0.411              |
| 4    | 第4集                          | 2025年6月21日 | 3.4%             | 0.615            | 3.4%               | 0.361              |
| 5    | 第5集                          | 2025年6月27日 | 3.7%             | 0.646            | 3.9%               | 0.419              |
| 6    | 第6集                          | 2025年6月28日 | 3.2%             | 0.571            | 3.6%               | 0.376              |
| 7    | 第7集                          | 2025年7月4日  | 3.6%             | 0.618            | 4.0%               | 0.409              |
| 8    | 第8集                          | 2025年7月5日  | 3.3%             | 0.609            | 3.8%               | 0.445              |
| 9    | 第9集                          | 2025年7月11日 | 3.8%             | 0.634            | 4.0%               | 0.421              |
| 10   | 第10集                         | 2025年7月12日 | 3.9%             | 0.651            | 4.5%               | 0.454              |
| 11   | 第11集                         | 2025年7月18日 | 3.5%             | 0.591            | 3.9%               | 0.398              |
| 12   | 第12集                         | 2025年7月19日 | 4.1%             | 0.756            | 4.4%               | 0.481              |
| 特輯 |                                |               |                  |                  |                    |                    |
| 1    | 重溫1-2集                      | 2025年6月20日 | 0.9%             | —                | —                  | —                  |
| 2    | 重溫1-2集with金視線            | 2025年6月20日 | 0.3%             | —                | —                  | —                  |
| 3    | 重溫3-4集                      | 2025年6月22日 | 1.6%             | —                | —                  | —                  |
| 4    | 特別上映會                     | 2025年6月25日 | 0.3%             | —                | —                  | —                  |
| 5    | 重溫3-4集with金視線            | 2025年6月26日 | 0.9%             | —                | —                  | —                  |
| 6    | 和演員一起看《我們的電影》評論 | 2025年6月27日 | 0.9%             | —                | —                  | —                  |
| 7    | 重溫1-6集                      | 2025年7月3日  | 0.2%             | —                | —                  | —                  |
| 8    | 重溫5-6集                      | 2025年7月3日  | 1.2%             | —                | —                  | —                  |

## 外部連結
- 官方网站 
- Daum上《我們的電影》的資料
- 豆瓣电影上《我們的電影》的資料 （简体中文）

| SBS 金土劇                          | SBS 金土劇                                 | SBS 金土劇 |
| ----------------------------------- | ------------------------------------------ | ---------- |
|                                     | 我們的電影 （2025年6月13日—2025年7月19日） |            |
| 鬼宮 （2025年4月18日—2025年6月7日） | TRY：我們成為奇蹟 （2025年7月25日—）       |            |